# Wifredo Lam
Wifredo Lam (Sagua la Grande, 8 dicembre 1902 – Parigi, 11 settembre 1982) è stato un pittore cubano.

## Biografia
Wifredo Lam nacque a Sagua la Grande, un comune situato nella provincia cubana di Villa Clara, ottavo figlio di un ricco commerciante cinese ottantaquattrenne e di una madre di origini afro-europee. All'inizio dell'autunno del 1923 si imbarcò per la Spagna dove visse per quattordici anni.
Nel 1929 sposò Eva Piris da cui ebbe un figlio. Nel 1931 Eva e suo figlio morirono di tubercolosi. Nel 1938 Lam conobbe Pablo Picasso ed ebbe modo di conoscere gli amici del pittore (Joan Miró, Fernand Léger, Henri Matisse, Paul Éluard, Georges Braque). Nel 1941 lasciò l'Europa per Cuba con André Breton, che desiderava andare a New York. Ma, mentre pensava di ritrovare la sua isola natale, venne internato per quaranta giorni sulla piccola isola della Martinica. Malgrado tutto fece la conoscenza d'Aimé Césaire di cui diventò amico. Dopo avere soggiornato per dieci anni sull'isola, a cinquant'anni, si trasferì definitivamente a Parigi (soggiornando spesso in Italia, ad Albisola, dove aveva una villa studio e dove lavorava opere in ceramica). Morì a Parigi. Fidel Castro, in accordo con la moglie Lou, esaudì il desiderio di Wifredo Lam di essere sepolto a Cuba, creando anche il Museo Wifredo Lam all'Avana.

## Il rapporto con l'Italia
Wifredo Lam passava lunghi periodi ad Albissola Marina, talvolta da solo, altre volte con la moglie (la pittrice svedese Lou Laurin), altre volte ancora con la numerosa prole, tutta di sesso maschile, ospitando grandi personalità. Per Albissola Marina, che ha intitolato una piazza a suo nome, Lam ha anche eseguito un disegno per la realizzazione di un mosaico della Passeggiata degli artisti. Negli anni settanta, la Rai realizzò il documentario Vita e opere del pittore afro-cubano Wifredo Lam, trasmesso molti anni dopo su Rai3.
I figli di Lam sono tornati ad Albissola per varie occasioni, come per esempio l'inaugurazione della piazza suddetta, o per "Albissola Comics".

## Lo stile pittorico
Lo stile di Lam è la somma delle numerose correnti pittoriche incontrate durante i suoi lunghi viaggi: le sue opere sono caratterizzate da tratti simili a quelli dei graffiti primitivi ma si mescolano anche leggeri influssi cubisti, il tutto mescolato in un'atmosfera surrealista.
Il quadro più famoso e rappresentativo di Lam è La giungla (1942).
Ebbe il merito di essere stato il primo artista non bianco a vantare un riconoscimento ufficiale all'interno della storiografia dell'arte occidentale. Considerato, insieme a René Portocarrero, il maggior artista cubano, è stato esponente del movimento chiamato "Negrismo".